# فيرجيل بلوم
فيرجيل بلوم (بالإنجليزية: Virgil Blum)‏ هو عالم سياسة أمريكي، ولد في 27 مارس 1913 في ديفيانس في الولايات المتحدة، وتوفي في 5 أبريل 1990.